# Ковачевац (Нова Градишка)
Ковачевац је насељено место у саставу града Нове Градишке у Бродско-посавској жупанији, Република Хрватска.

## Историја
До територијалне реорганизације у Хрватској налазио се у саставу старе општине Нова Градишка.

## Становништво
На попису становништва 2011. године, Ковачевац је имао 669 становника.

## Попис 1991.
На попису становништва 1991. године, насељено место Ковачевац је имало 807 становника, следећег националног састава:
| Попис 1991.‍  | Попис 1991.‍  | Попис 1991.‍ | Попис 1991.‍ | Попис 1991.‍ |
| ------------ | ------------ | ----------- | ----------- | ----------- |
|              |              |             |             |             |
| Хрвати       | Хрвати       |             | 476         | 58,98%      |
| Срби         | Срби         |             | 215         | 26,64%      |
| Југословени  | Југословени  |             | 44          | 5,45%       |
| Италијани    | Италијани    |             | 4           | 0,49%       |
| Словенци     | Словенци     |             | 2           | 0,24%       |
| Украјинци    | Украјинци    |             | 2           | 0,24%       |
| Чеси         | Чеси         |             | 2           | 0,24%       |
| Грци         | Грци         |             | 1           | 0,12%       |
| Јевреји      | Јевреји      |             | 1           | 0,12%       |
| Пољаци       | Пољаци       |             | 1           | 0,12%       |
| Црногорци    | Црногорци    |             | 1           | 0,12%       |
| остали       | остали       |             | 1           | 0,12%       |
| неопредељени | неопредељени |             | 28          | 3,46%       |
| регион. опр. | регион. опр. |             | 2           | 0,24%       |
| непознато    | непознато    |             | 27          | 3,34%       |
| укупно: 807  |              |             |             |             |